# Magnus Bäckstedt
Magnus Bäckstedt (ur. 30 stycznia 1975 w Linköping) – kolarz szwedzki. Specjalizuje się w sprintach z peletonu. Jeden z najcięższych kolarzy – waży 95 kg.
Od 1996 występuje w peletonie zawodowym, startował w grupach Collstrop (1996), Palmans (1997), Credit Agricole (1998-2001), Team Fakta (2002–2003), Alessio (2004), Liquigas-Bianchi (2005-2007), Team Slipstream (2008).
W 1998 jako pierwszy Szwed wygrał etap w Tour de France (był najlepszy na 19. odcinku). Na 7. etapie Tour de France 2005 z Lunéville do Karlsruhe zajął drugie miejsce. Wygrał klasyfikację Intergiro w Giro d’Italia 2003. 11 kwietnia 2004 triumfował w prestiżowym klasyku Pucharu Świata Paryż-Roubaix.